# Parròquia de Sant Cebrià (la Teixonera)
La parròquia de Sant Cebrià és la circumscripció eclesiàstica que abasta el barris de la Teixonera i Mas Falcó, de Barcelona. Confronta al nord amb el barris del Carmel i la Clota, a l'est amb el Coll, al sud amb l'avinguda de Vallcarca i a l'oest amb el passeig de la Vall d'Hebron.
Va ser erigida per Mons. Gregorio Modrego el 1961. El seu fundador i primer rector va ser mossèn Francesc Lladós Pastallé. El rector actual és mossèn Joan Garcia de Mendoza Esteban. El complex parroquial inclou l'església, la capella del Santíssim, els locals parroquials i la pista poliesportiva.
El primers anys, amb mossèn Lladós, la parròquia va impulsar la vida associativa del barri. A més de les celebracions religioses s'hi feien concerts, teatre, excursions, i cedia els locals de la parròquia a la iniciativa veïnal. Durant anys feia de centre social, fins que el 1995 es va inaugurar al costat el centre cívic. Actualment segueix treballant pel desenvolupament social del barri i manté projectes com el menjador social o el rober.
El 2019 es van instal·lar plaques fotovoltaiques a la coberta de l'església per autoabastir-se energèticament. És la primera església documentada en fer-ho a Espanya.